# HMS Shippigan (J212)
Le HMS Shippigan (pennant number J212) est un dragueur de mines de la Classe Bangor lancé pour la Royal Navy (RN) et qui a servi pendant la Seconde Guerre mondiale.

## Conception
Le Shippigan est commandé dans le cadre du programme de la classe Bangor de 1940-41 le 28 novembre 1940 pour le chantier naval de Dufferin Shipbuilding Company à Toronto dans la province d'Ontario au Canada. La pose de la quille est effectuée le 19 avril 1941, le Shippigan est lancé le 12 août 1941 et mis en service le 17 juin 1942.
La classe Bangor doit initialement être un modèle réduit de dragueur de mines de la classe Halcyon au service de la Royal Navy,. La propulsion de ces navires est assurée par 3 types de motorisation: moteur diesel, moteur à vapeur à pistons double ou triple expansions et turbine à vapeur. Cependant, en raison de la difficulté à se procurer des moteurs diesel, la version diesel a été réalisée en petit nombre.
Les dragueurs de mines de classe Bangor version anglaise à moteur alternatif à vapeur déplacent 684 tonnes en charge normale. Afin de pouvoir loger les chaufferies, ce navire possède des dimensions plus grandes que les premières versions à moteur diesel avec une longueur totale de 58 mètres LHT, une largeur de 8,69 mètres et un tirant d'eau de 3,2 mètres. Ce navire est propulsé par 2 moteurs alternatifs verticaux à triple expansions alimentés par 2 chaudières à tubes d'eau à 3 tambours Admiralty et entraînant deux arbres d'hélices. Les moteurs développent une puissance de 2 400 chevaux-vapeur (1 790 kW) et atteignent une vitesse maximale de 16 nœuds (30 km/h). Le dragueur de mines peut transporter un maximum de 163 tonnes de fioul qui lui donne un rayon d'action de 2 800 milles nautiques (5 200 kilomètres) à 10 nœuds (19 km/h).
Leur manque de taille donne aux navires de cette classe de faibles capacités de manœuvre en mer, qui seraient même pires que celles des corvettes de la classe Flower. Les versions à moteur diesel sont considérées comme ayant de moins bonnes caractéristiques de maniabilité que les variantes à moteur alternatif à faible vitesse. Leur faible tirant d'eau les rend instables et leurs coques courtes ont tendance à enfourner la proue lorsqu'ils sont utilisés en mer de face.
Les navires de la classe Bangor sont également considérés comme exiguës pour les membres d'équipage, entassant plus de 60 officiers et matelots dans un navire initialement prévu pour un total de 40 hommes.
Les Bangors équipés de moteur à vapeur à pistons double ou triple expansions sont armés d'un canon anti-aérien QF de 12 livres (7,62 cm) et d'un canon AA QF de 2 livres (4 cm) ou d'un quadruple affût pour la mitrailleuse Vickers .50. Sur certains navires, le canon de 2 livres est remplacé par un canon AA Oerlikon de 20 mm simple ou double, tandis que la plupart des navires sont équipés de quatre affûts Oerlikon simples supplémentaires au cours de la guerre. Pour les missions d'escortes, leur équipement de dragage de mines peuvent être échangé contre une quarantaine de grenades sous-marines.

## Histoire

### Seconde Guerre mondiale
Le 7 mai 1943, le Shippigan récupère 11 survivants du navire marchand grec Laconikos qui a été torpillé et coulé par le U-boot (sous-marin) allemand U-89 au nord-est des Açores, à la position géographique de 41° 40′ N, 18° 13′ O.

### Après-guerre
Le Shippigan est vendu le 1er janvier 1948 pour son démantèlement.

### Participation auxconvois
Le Shippigan a navigué avec les convois suivants au cours de sa carrière:
1. Convoi GUS 10
2. Convoi KMS 11G
3. Convoi KMS 21G
4. Convoi MKF 20
5. Convoi MKS 10
6. Convoi MKS 12
7. Convoi MKS 16G
8. Convoi OS/KMS 46KM
9. Convoi SL/MKS 128MK
10. Convoi SL/MKS 132MK
11. Convoi WP 455
12. Convoi WS 29

### Commandement
- Commander (Cdr.) John Curthoys Richards (RN) du 10 avril 1942 au 31 mars 1943
- Commander (Cdr.) Malcolm Hilary Brown (RN) du 31 mars 1943 au 17 octobre 1944
- Commander (Cdr.) Jack Peterson (RN) du 17 octobre 1944 au 12 février 1945
- Commander (Cdr.) George Dibley (RNR) du 12 février 1945 au 24 juillet 1945
- T/A/Lieutenant Commander (T/A/Lt.Cdr.) Thomas Claude Harris Lea (RNVR) du 24 juillet 1945 à fin 1945

Notes:
RN: Royal Navy
RNR: Royal Naval Reserve
RNVR: Royal Naval Volunteer Reserve